# Syrgenstein
Syrgenstein er en kommune i Landkreis Dillingen an der Donau i Regierungsbezirk Schwaben i den tyske delstat Bayern, med knap 3.650 indbyggere. Den er administrationsby for Verwaltungsgemeinschaft Syrgenstein.

## Geografi
Syrgenstein ligger i den nordvestlige del af Schwaben ved grænsen til delstaten Baden-Württemberg.
I kommunen ligger ud over Syrgenstein, landsbyerne Altenberg, Alter Thurm, Ballhausen, Martinshof, Landshausen, Staufen og Viehmühle.